# Gero Friesecke

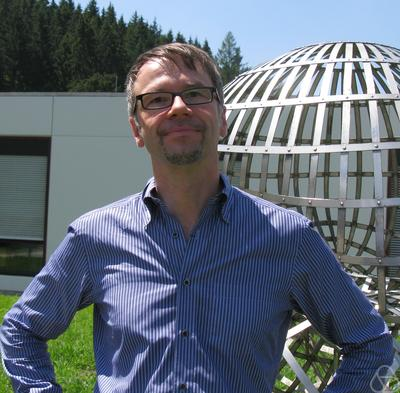
Gero Friesecke

Gero Friesecke (* 19. Juni 1964 in Bonn) ist ein deutscher Mathematiker und Professor für Analysis an der TU München und der University of Warwick.

## Leben
Friesecke studierte ab 1985 an der Universität Bonn und ab 1990 an der Heriot-Watt University in Edinburgh, wo er 1993 bei John M. Ball promovierte. Nach Postdoc-Aufenthalten an der Carnegie Mellon University, der Albert-Ludwigs-Universität Freiburg und der ETH Zürich war er 1997/98 Lecturer und danach Professor an der Oxford University. Seit 2001 ist er Professor an der University of Warwick und zusätzlich seit 2004 Inhaber des Lehrstuhls für Analysis an der TU München.
Friesecke beschäftigt sich mit der Variationsrechnung und der mathematischen Physik. Er leistete wesentliche Beiträge im Gebiet der Dynamik von Gittern, der nichtlinearen Elastizitätstheorie, und der mathematischen Aspekte der Quantenmechanik von Atomen und Molekülen. Viele von Frieseckes Arbeiten sind direkt durch physikalische Fragestellungen motiviert.
Die ersten Arbeiten von Friesecke beschäftigen sich mit retardierten Differentialgleichungen. Anschließend beschäftigte er sich mit der Existenz von Solitonen bei Gitterschwingungen. Besonders hervorzuheben sind die in Zusammenarbeit mit Robert Pego entstandenen Arbeiten zur Existenz und den Eigenschaften von Solitonen im Fermi-Pasta-Ulam-Problem. Von 1999 bis 2004 entwickelten sie in einer Reihe von Artikeln eine vollständige Theorie zu diesem Problem.
Zu seinen wichtigsten Arbeiten gehört der Beweis eines geometrischen Rigiditätssatzes gemeinsam mit Richard D. James (University of Minnesota) und Stefan Müller (Universität Bonn). Dieser findet Anwendung in der Elastizitätstheorie. Dort stellt sich die Frage, wie aus einer Gleichung für den Gleichgewichtszustands für einen dreidimensionalen Körper eine sinnvolle Gleichung für den Gleichgewichtszustands eines zweidimensionalen Körpers hergeleitet werden kann. Einer der möglichen Zugänge zu diesem Problem ist es, den Gleichgewichtszustand als Minimierer der Energie zu beschreiben und mittels der Γ-Konvergenz einen Grenzübergang für das Energiefunktional durchzuführen.
Neuere Arbeiten beschäftigen sich vor allem mit Fragestellungen der Quantenmechanik. Friesecke versucht hier zum einen chemische Eigenschaften eines Elements aus der zugehörigen Schrödinger-Gleichung herzuleiten. Zum anderen versucht er bekannte physikalische Aussagen, wie das Ehrenfest-Theorem, mathematisch zu beweisen. Friesecke selbst bezeichnet die Quantenmechanik als seine Motivation, sich mit der Mathematik zu beschäftigen.

## Preise und Auszeichnungen
- 1996 Oberwolfach-Preis
- 1999 Whitehead-Preis der London Mathematical Society.

## Veröffentlichungen
- G. Friesecke, B.D. Goddard: Explicit large nuclear charge limit of electronic ground states for Li, Be, B, C, N, O, F, Ne and basic aspects of the periodic table. In: SIAM J. Math. Analysis. Band 41, Nr. 2, 2009, S. 631–664.
- G. Friesecke: The multiconfiguration equations for atoms and molecules: charge quantization and existence of solutions. In: Arch. Rat. Mech. Analysis. 169, 2003, S. 35–71.
- G. Friesecke, F. Theil: Validity and failure of the Cauchy-Born hypothesis in a two-dimensional mass-spring lattice. In: J. Nonl. Sci. 12 Nr. 5, 2002, S. 445–478.
- G. Friesecke, R.D. James, S. Müller: A hierarchy of plate models derived from nonlinear elasticity by Gamma-convergence. In: Arch. Rat. Mech. Anal. Band 180, 2006, S. 183–236.
- G. Friesecke, R.D. James, S. Müller: A theorem on geometric rigidity and the derivation of nonlinear plate theory from three dimensional elasticity. In: Comm. Pure Appl. Math. Band 55, 2002, S. 1461–1506.
- G. Friesecke, R.D. James, S. Müller: The Föppl-von Karman plate theory as a low energy Gamma limit of nonlinear elasticity. In: C. R. Acad. Sci. Paris Ser. I. 335, 2002, S. 201–206.
- G. Friesecke, R.D. James, S. Müller: Rigorous derivation of nonlinear plate theory and geometric rigidity. In: C. R. Acad. Sci. Paris Ser. I. 334, 2002, S. 173–178.
- G. Friesecke, R.L. Pego: Solitary waves on Fermi-Pasta-Ulam lattices: IV. Proof of stability at low energy.  In: Nonlinearity. 17, 2004, S. 229–252.
- G. Friesecke, R.L. Pego: Solitary waves on Fermi-Pasta-Ulam lattices: III. Howland-type Floquet theory.  In: Nonlinearity. 17, 2004, S. 207–228.
- G. Friesecke, R.L. Pego: Solitary waves on Fermi-Pasta-Ulam lattices: II. Linear implies nonlinear stability.  In: Nonlinearity. 15, 2002, S. 1343–1359.
- G. Friesecke, R.L. Pego: Solitary waves on Fermi-Pasta-Ulam lattices: I. Qualitative properties, renormalization and continuum limit.  In: Nonlinearity. 12, 1999, S. 1601–1627.